# Midori Francis
Midori Iwama dite Midori Francis, née le 16 avril 1994 à Rumson (New Jersey), est une actrice américaine.
En 2020, elle tient l'un des rôles principaux de la mini-série Dash and Lily sur Netflix.
Elle joue également dans les films Good Boys (2019) et Un after mortel (2021).

## Biographie
Elle grandit à Rumson dans le New Jersey. Elle a des origines irlandaises et italiennes du côté de sa mère et japonaises du côté de son père.

## Filmographie

### Cinéma

#### Longs métrages
- 2018 : Ocean's 8 : April
- 2019 : South Mountain : Emme
- 2019 : Good Boys : Lily[3]
- 2019 : Bless This Mess
- 2021 : Un after mortel : Lisa
- 2023 : Unseen : Emily[4]

#### Courts métrages
- 2015 : Killing Machine : Angel
- 2019 : Chemistry of Mood : une fille Queer

### Télévision

#### Séries télévisées
- 2016 : Younger : Lin (saison 3, épisode 2)
- 2017 : Gotham : Emma Hsueh (saison 4, épisode 7)
- 2018 : Divorce : Katie (saison 2, épisode 7)
- 2019 : The Birch : Lanie Bouchard (8 épisodes)
- 2020 : Dash and Lily : Lily (rôle principal, 8 épisodes)
- 2021 : The Sex Lives Of College Girls : Alicia (8 épisodes)
- 2022 : Grey’s Anatomy : Mika Yasuda (saisons 19 à 21)

#### Téléfilms
- 2018 : Paterno : une fille interviewée durant une émeute

### Web-séries
- 2019 : The Birch : Lanie Bouchard (8 épisodes)

## Théâtre
- 2014 : Vanya and Sonia and Masha and Spike : Nina ;
- 2015 : Peter and the Starcatcher : Molly ;
- 2016 : Connected : Meghan ;
- 2017-2018 : The Wolves : No 8 ;
- 2019 : Before the Meeting : Nicole[5] ;
- 2019 : Usual Girls : Kyeoung[6].